# Crowfield (Northamptonshire)
Crowfield – osada w Anglii, w hrabstwie Northamptonshire, w dystrykcie (unitary authority) West Northamptonshire. Leży 24 km na południowy zachód od miasta Northampton i 92 km na północny zachód od Londynu.